# 诺基亚X1-00
诺基亚X1-00是诺基亚于2011年推出的低端移动电话。这部手机待机时长长达61天。

## 规格
诺基亚X1-00内置FM收音机和手电筒，但是没有摄像头、蓝牙以及GPS和GPRS。